# بحيرة بورفؤاد
بحيرة بور فؤاد هي بحيرة تقع في مصر في الجانب الشمالي الغربي لسيناء وتبلغ مساحتها حوالي 25 ألف فدان. وأصبح جزء منها شبه منعزل بعد إتمام التفريعة الثانية لقناة السويس ويبلغ طولها حوالي 12.5 كم وعمقها حوالي المتر.

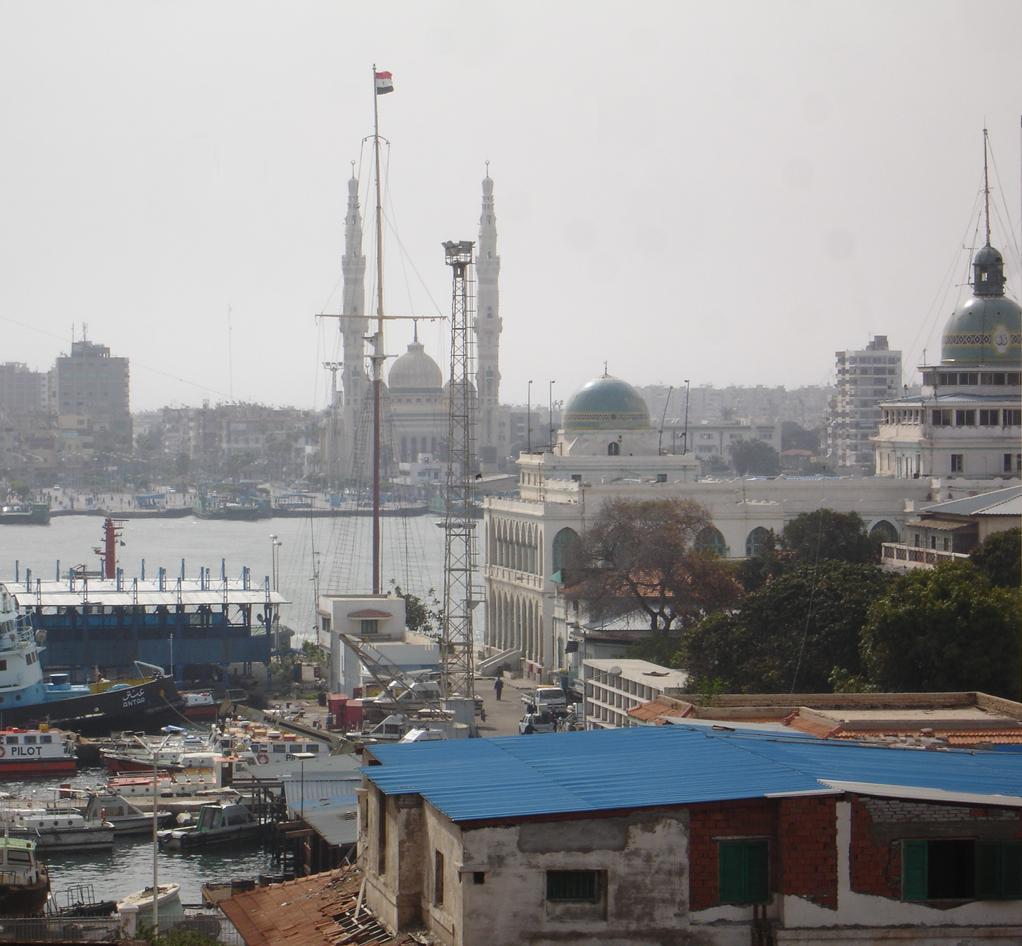
بورفؤاد

## أهمية البحيرة
تعتبر بحيرة بورفؤاد من المناطق المهمة للعديد من الطيور المائية خاصة طائر البشاروس والذي يعتقد أنه يتكاثر في هذه المنطقة كما تعتبر ملجأ للعديد من الطيور التي تهرب من خطر الصيد في بحيرة المنزلة. وكذلك تعتبر بحيرة بور فؤاد من البحيرات ذات الإنتاج العالي من الثروة السمكية في مصر. وتشمل مناطق صيد ملاحة بور فؤاد بمحافظة بورسعيد.